# Кубеев, Дмитрий Дмитриевич
Дмитрий Дмитриевич Кубеев (6 января 1902, Можайск, Московская губерния, Российская империя — 24 июня 1982, Москва, СССР) —  советский военачальник, генерал-лейтенант артиллерии (18.11.1944).

## Биография
Родился в городе Можайск Московской области.
В РККА с 1918 года. Участник Гражданской войны, во время которой был пять раз  ранен.
После Гражданской войны продолжил службу в армии.
Окончил заочно Военную академию имени М. В. Фрунзе
В Великую Отечественную войну  в июне 1941 года был назначен начальником артиллерии 52-й стрелковой дивизии 14-й армии. С марта 1942 года — командующий артиллерией 19-й армии. С сентября 1943 года (после гибели генерала А. Н. Панкова) и до конца войны — командующий артиллерией 13-й армии.
За время войны генерал Кубеев был 15 раз персонально упомянут в благодарственных в приказах Верховного Главнокомандующего.
После войны продолжил службу в армии.
В 1952 году генерал-лейтенант Кубеев был назначен начальником Высших артиллерийских курсов Военной артиллерийской академии.
В 1961 году генерал-лейтенант Кубеев вышел в отставку.
Умер 24 июня 1982 года. Похоронен на Головинском кладбище в Москве.

## Награды
СССР
- орден Ленина (21.02.1945)[5][6]
- четыре ордена Красного Знамени (16.12.1941[7], 16.11.1943[8], 03.11.1944[6][9], 24.06.1948[6])
- орден Кутузова I степени (29.5.1945)[10]
- орден Богдана Хмельницкого I степени (06.04.1945)[11]
- орден Суворова II степени (01.07.1944)[12]
- орден Кутузова II степени (11.08.1944)[13]
- орден Красной Звезды (28.10.1967)[14]
  - Медали СССР в.т.ч.:
  - медаль «XX лет Рабоче-Крестьянской Красной Армии» (1938)
  - «За оборону Советского Заполярья»
  - «За Победу над Германией в Великой Отечественной войне 1941—1945 гг.»
  - «За взятие Берлина»
  - «За освобождение Праги»
  - «Ветеран Вооружённых Сил СССР»

1. За овладение городами Луцк и Ровно – крупными областными центрами Украины, а также городом и важным железнодорожным узлом Здолбунов. 5 февраля 1944 года № 69.
2. За овладение городом Дубно – важным опорным пунктом обороны немцев на львовском направлении. 17 марта 1944 года № 85.
3. За овладение овладели городом Кременец – мощной естественной крепостью на хребте Кременецких гор, усиленной немцами развитой сетью искусственных оборонительных сооружений. 19 марта 1944 года № 88.
4. За овладение городами Порицк, Горохов, Радзехов, Броды, Золочев, Буек, Каменка, городом и крупным железнодорожным узлом Красное и захват свыше 600 других населенных пунктов. 18 июля 1944 года № 140.
5. За овладение штурмом  городами и крупными железнодорожными узлами Владимир-Волынский и Рава-Русская – важными опорными пунктами обороны немцев в Западней Украине. 20 июля 1944 года № 143.
6. За овладение штурмом городом Сандомир – важным опорным пунктом обороны немцев на левом берегу Вислы. 18 августа 1944 года № 167.
7. За овладение штурмом сильными опорными пунктами обороны противника Шидлув, Стопница, Хмельник, Буско-Здруй (Буек), Висьлица и захват более 350 других населенных пунктов. 13 января 1945 года. № 219
8. За овладение городом и железнодорожной станцией Пиотркув (Петроков) – важным узлом коммуникаций и опорным пунктом обороны немцев на лодзинском направлении. 18 января 1945 года. № 227.
9. За овладение городами Лигниц, Штейнау, Любен, Гайнау, Ноймаркт и Кант – важными узлами коммуникаций и мощными опорными пунктами обороны немцев на западном берегу Одера. 11 февраля 1945 года. № 273
10. За овладение городами немецкой Силезии Нейштедтель, Нейзальц, Фрейштадт, Шпроттау, Гольдберг, Яуэр, Штригау – крупными узлами коммуникаций и сильными опорными пунктами обороны немцев. 14 февраля 1945 года. № 278.
11. За овладение на территории немецкой Силезии городом Грюнберг и в провинции Вранденбург городами Зоммерфельд и Зорау – важными узлами коммуникаций и мощными опорными пунктами обороны немцев. 15 февраля 1945 года. № 281
12. За овладение городами Котбус, Люббен, Цоссен, Беелитц, Лукенвальде, Тройенбритцен, Цана, Мариенфельде, Треббин, Рангсдорф, Дидерсдорф, Тельтов и прорыв с юга в столицу Германии Берлин. 23 апреля 1945 года. № 340
13. За овладение городом Виттенберг – важным опорным пунктом обороны немцев на реке Эльба. 27 апреля 1945 года. № 349.
14. За завершение ликвидации группы немецких войск, окруженной юго-восточнее Берлина. 2 мая 1945 года. № 357.
15. За освобождение от немецких захватчиков столицы союзной нам Чехословакии город Прага. 9 мая 1945 года. № 368

Других государств
- Чехословацкий Военный крест (ЧССР)